# Erythronium rostratum
Erythronium rostratum là một loài thực vật có hoa trong họ Liliaceae. Loài này được W.Wolf miêu tả khoa học đầu tiên năm 1941.